# Albert Korir
Albert Korir (né le 2 mars 1994) est un athlète kényan, spécialiste du marathon.

## Biographie
Auteur d'un record personnel en 2 h 8 min 3 s au Marathon de Toronto 2019, il se classe deuxième du Marathon de New York 2019, en 2 h 8 min 36 s, devancé par son compatriote Geoffrey Kamworor.
Le 7 novembre 2021, Albert Korir remporte le Marathon de New York dans le temps de 2 h 8 min 22 s.
En 2023, il termine deuxième du Marathon de New York en 2 h 06 min 57 s, derrière le nouveau détenteur de l'épreuve l'éthiopien Tamirat Tola,

## Palmarès
- Marathon de New York : vainqueur en 2021 ; deuxième en 2019 et en 2023 ; troisième en 2024.